# 戸越まごめ
戸越 まごめ（とごし まごめ）は、日本の作曲家、編曲家。

## 来歴
株式会社ビジュアルアーツ傘下のゲームブランドKeyに所属し、同社のゲーム作品の主題歌やBGMの作曲を手掛けたほか、麻枝准の楽曲の編曲を数多く担当した。実際にKey作品に携わったのは『Kanon』初回限定版に同梱された『Kanon original arrange album “anemoscope”』の編曲からで、その後、同社の作品である『AIR』のBGMの作曲で名を知られるようになった。
2006年10月をもってKeyを自己都合退社した。退社後も作曲活動は続けており、コミックマーケットなどで同人音楽CDの制作・発売を行っている。本人のブログによると、現在はゲームとは関係のないIT関連企業に勤務している。
ペンネームは、都営地下鉄浅草線の駅名（戸越駅と馬込駅）、または沿線の品川区（戸越）と大田区（馬込）の地名に由来する。

## 主な作品
- AIR（Key）
- 桜の木下で（Wordsブランド）
- ALMA〜ずっとそばに…〜（Bonbee!ブランド）
- おしかけプリンセス（大熊猫ブランド）
- CLANNAD（Key）
- planetarian 〜ちいさなほしのゆめ〜（Key）
- メイデンハロー（大熊猫ブランド）
- 智代アフター 〜It's a Wonderful Life〜（Key）
- ふたりでひとつの恋心（大熊猫ブランド）
- リトルバスターズ!（Key）
- FairChild -フェアチャイルド-（ALcot）
- planetarian -雪圏球-（Key）[2]

### 作曲・編曲

#### Kanon original arrange album “anemoscope”
- pure snows（編曲）
- 風を待った日（編曲）
- 雪の少女（編曲）
- 凍土高原（編曲）
- 日溜りの街（編曲）
- 木々の声と日々のざわめき（編曲）
- 笑顔の向こう側に（編曲）
- 生まれたての風（編曲）

#### AIR ORIGINAL SOUNDTRACK
- 回想録（作曲）
- 虹（作曲）
- てんとう （作曲）
- 伝承（作曲）
- 双星（作曲）
- 理（作曲）
- 蝉衣（作曲）
- 月童（作曲）
- 此処（作曲）
- 夜想（作曲）
- Farewell Song（作曲・編曲）
- 未使用曲1（作曲）
- 未使用曲2（作曲）
- 未使用曲3（作曲）
- 未使用曲4（作曲）
- 未使用曲6（作曲）

#### Birthday Song,Requiem
- Birthday Song,Requiem（編曲）
  - 歌：Lia、アルバム『Lia*COLLECTION ALBUM Vol.2 Crystal Voice』収録

#### CLANNAD ORIGINAL SOUNDTRACK
- 汐（作曲）
- 幻想（作曲）
- Etude pours les petites supercordes（作曲）
- は〜りぃすたーふぃっしゅ（作曲）
- 彼女の本気（作曲）
- 田舎小径（作曲）
- 有意義な時間の過ごし方（作曲）
- 存在（作曲）
- TOE（作曲）
- 空に光る（作曲）
- -影二つ-（作曲）
- 夏時間（作曲）
- 幻想II（作曲）
- Ana（編曲）
- 小さなてのひら（編曲）
- 有意義な時間の過ごし方 -guitar-（作曲）
- 有意義な時間の過ごし方 -sax-（作曲）
- 存在 -e.piano-（作曲）
- 存在 -piano-（作曲）
- 未使用曲2（作曲）

#### planetarian original soundtrack
- 星の世界 〜Opening〜（編曲）
- 星めぐりの歌 〜Honky Tonk〜（編曲）
- 星めぐりの歌 〜Metronome〜（編曲）
- 雨とロボット（作曲・編曲）
- 星めぐりの歌 〜Winter's tale〜（編曲）
- Gentle Jena（作曲・編曲）
- 全き人（作曲・編曲）
- 慈しみ深き（編曲）
- 星めぐりの歌（編曲）
- Gentle Jena 〜Extended Version〜（作曲・編曲）
- 星めぐりの歌 〜Short Version〜（編曲）

#### 智代アフター ORIGINAL SOUNDTRACK
- favorite loop（作曲）
- worth living（作曲）
- Life Is Like A Melody（編曲）